# Georgia Arrúa
Georgia María «Nani» Arrúa (Yhú, 26 de junio de 1964) es una abogada y política paraguaya. Se desempeñó como senadora en el periodo 2018-2023 por el Partido Patria Querida. En las elecciones de 2023, perdió la reelección a un segundo periodo en el Senado.
Forma parte de la facción más conservadora de su partido.